# 千歳インターチェンジ (大分県)
千歳インターチェンジ（ちとせインターチェンジ）は、大分県豊後大野市千歳町下山にある中九州横断道路（犬飼千歳道路・千歳大野道路）のインターチェンジである。

## 道路
- 中九州横断道路（国道57号）
  - 犬飼千歳道路
  - 千歳大野道路

## 沿革
- 2005年（平成17年）4月13日 : 一般国道57号改築工事（中九州横断道路「犬飼千歳道路及び千歳大野道路」新設工事・犬飼インターチェンジから大野インターチェンジまで）並びにこれに伴う町道及び村道付替工事について国土交通相より土地収用法に基づく事業認定が公示される[1]。
- 2007年（平成19年）3月18日 : 犬飼IC - 千歳IC間 開通に伴い供用開始。
- 2008年（平成20年）3月22日 : 千歳IC - 大野IC間 開通。

## 接続する道路
- 大分県道57号竹田犬飼線
- 大分県道519号三重新殿線バイパス
- 大分県道519号三重新殿線

## 周辺
- 大迫磨崖大日如来坐像（大迫磨崖仏）

## 隣
中九州横断道路（犬飼千歳道路）
犬飼IC - 千歳IC
中九州横断道路（千歳大野道路）
千歳IC - 大野東IC - 大野IC